# 15613 Rajihyun
15613 Rajihyun è un asteroide della fascia principale. Scoperto nel 2000, presenta un'orbita caratterizzata da un semiasse maggiore pari a 2,567261 UA e da un'eccentricità di 0,104697, inclinata di 12,782325° rispetto all'eclittica. Ha un diametro di 6,011 km. Ha un periodo di rotazione di 3,3 ore.